# Tallinna Linnateater

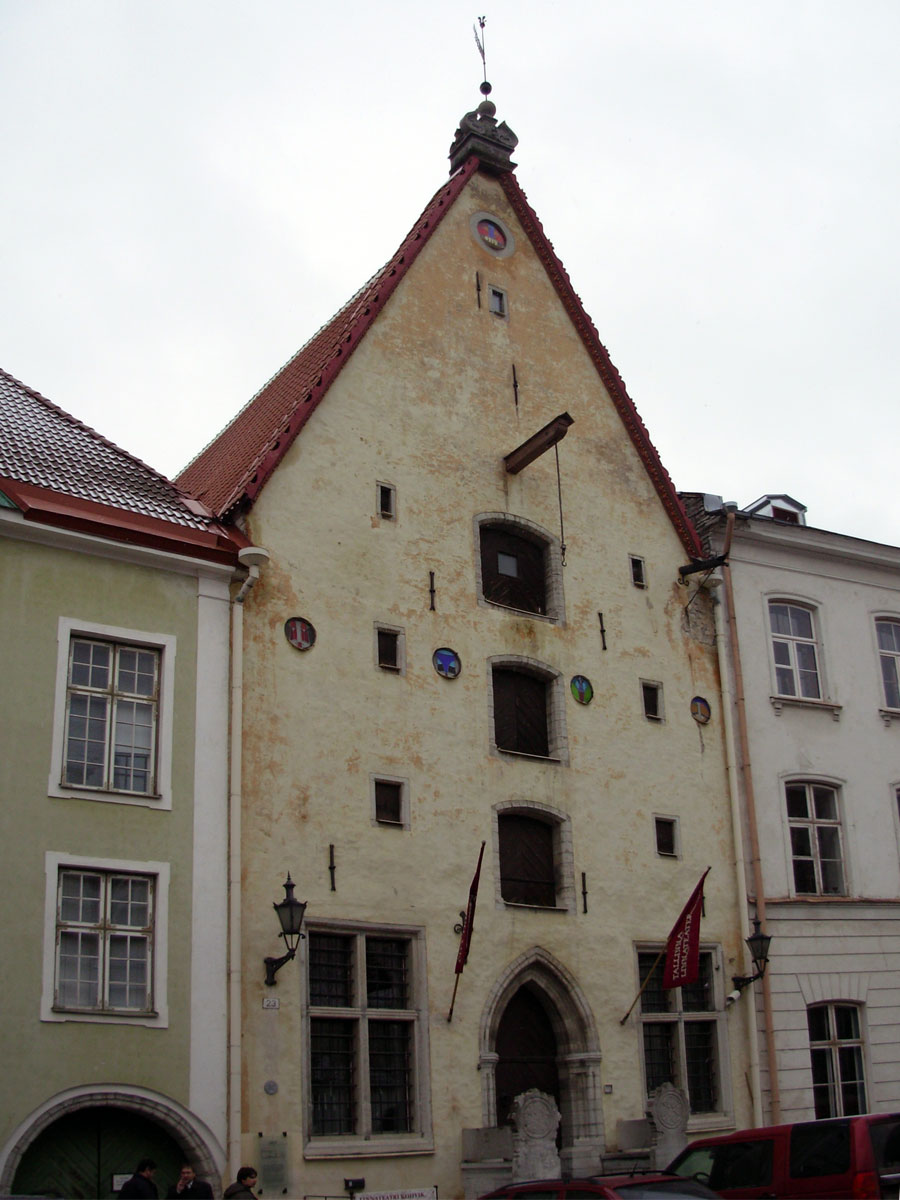
Tallinna Linnateater

Das Tallinna Linnateater (deutsch Tallinner Stadttheater) ist ein Theater in der estnischen Hauptstadt Tallinn.
Es wurde 1965 gegründet und verfügt über mehrere Bühnen in einem mittelalterlichen Gebäudekomplex. Hauptregisseur ist Elmo Nüganen. Alle zwei Jahre veranstaltet das Theater im Winter ein internationales Festival.
Als eine Spielstätte des Theaters wird auch die Pferdemühle und der Reeperbahnturm der historischen Revaler Stadtbefestigung genutzt.